# Curahtakir
Curahtakir is een bestuurslaag in het regentschap Jember van de provincie Oost-Java, Indonesië. Curahtakir telt 10.854 inwoners (volkstelling 2010).